# Léo Poll
Léo Poll (eigentlich Leib Polnareff, * 1899 in Odessa; † 1988 in Créteil) war ein französischer Komponist und Jazzpianist. Er war der Vater von Michel Polnareff.
Léo Poll stammte aus Odessa, war Jude und entkam während der Russischen Revolution auf einem Kreuzfahrtschiff, auf dem er ein Engagement hatte, nach Frankreich. In den 1930er Jahren leitete er eine Jazzband („Léo Poll et son orchestre“), mit der er Live-Auftritte hatte und auch Aufnahmen machte. Die Zeit des Vichy-Regimes im Zweiten Weltkrieg überstand er im Département Lot-et-Garonne, da eine 16-jährige Stadtangestellte, Odile Perella, später verheiratete Dubergey, systematisch Hinweise auf jüdische Herkunft in den Papieren verschwinden ließ. Nach Angaben seines Sohnes Michel Polnareff war sein Vater damals für die Résistance aktiv.

Poll begleitete auf dem Piano Édith Piaf, Charles Trenet, Jean Sablon und Jacques Tati. Als Komponist schrieb er für Édith Piaf die Chansons La Java en mineur, Un jeune homme chantait, Partance, für Georges Guétary A force d’aimer, für die Compagnons de la Chanson und für Danielle Darrieux Au ciel de Juillet. Von ihm stammen auch die Arrangements zahlreicher Chansons, wie Le  Galérien, die Adaption einer populären russischen Melodie für Yves Montand. 
Er war in zweiter Ehe mit der um einiges jüngeren Bretonin Simone Lane verheiratet, die Tänzerin war. Mit ihr hatte er den 1944 geborenen Sohn Michel Polnareff.